# 孝恵章皇后
孝恵章皇后（こうけいしょうこうごう、満洲語: ᡥᡳᠶᠣᠣᡧᡠᠩᡤᠠ
ᡶᡠᠯᡝᡥᡠᠨ
ᡝᠯᡩᡝᠮᠪᡠᡥᡝ
ᡥᡡᠸᠠᠩᡥᡝᠣ　転写：hiyoošungga fulehun eldembuhe hūwangheo）は、清の順治帝の皇后。モンゴル・ホルチン部の出身。姓はボルジギト（博爾済吉特）氏（Borjigit hala）。彼女は清の皇太后でもモンゴル語を通したので彼女が養育した康熙帝の皇子一人は漢文がよくできなかったという。

## 経歴
祖父は孝荘文皇后（順治帝の生母）の兄であった。妹は順治帝の側妃の一人の淑恵妃。
順治11年5月（1654年）、順治帝に嫁ぎ、妃となった。翌月、皇后に昇格された。順治帝は皇貴妃ドンゴ氏（死後に孝献皇后と贈号）を寵愛したため、かえりみられなかった。順治帝はボルジギト氏の廃位をも準備したが、皇太后に反対されて沙汰やみとなった。
康熙帝が即位すると、嫡母として皇太后となり、慈仁宮に住んだ。康熙28年（1689年）、寧寿新宮が建てられ、そちらに移り住んだ。
康熙56年12月6日（1718年1月7日）、崩じた。「孝恵」と諡された。その後、夫の諡を重ねて孝恵仁憲端懿慈淑恭安純徳順天翼聖章皇后と加諡された。

## 伝記資料
- 『清世祖実録』
- 『清史稿』
- 『康熙帝家訓格言』